# Arlie Schardt
Arlie Schardt (né le 24 avril 1895 à Milwaukee - mort le 2 mars 1980 à Clearwater) est un ancien athlète américain.

## Palmarès

### Jeux olympiques d'été
- Athlétisme aux Jeux olympiques d'été de 1920 à Anvers,  Belgique
  -  Médaille d'or du 3000 m par équipes